# Imelda aenetus
Imelda aenetus är en fjärilsart som beskrevs av William Chapman Hewitson 1874. Imelda aenetus ingår i släktet Imelda och familjen Riodinidae. Inga underarter finns listade i Catalogue of Life.

## Bildgalleri

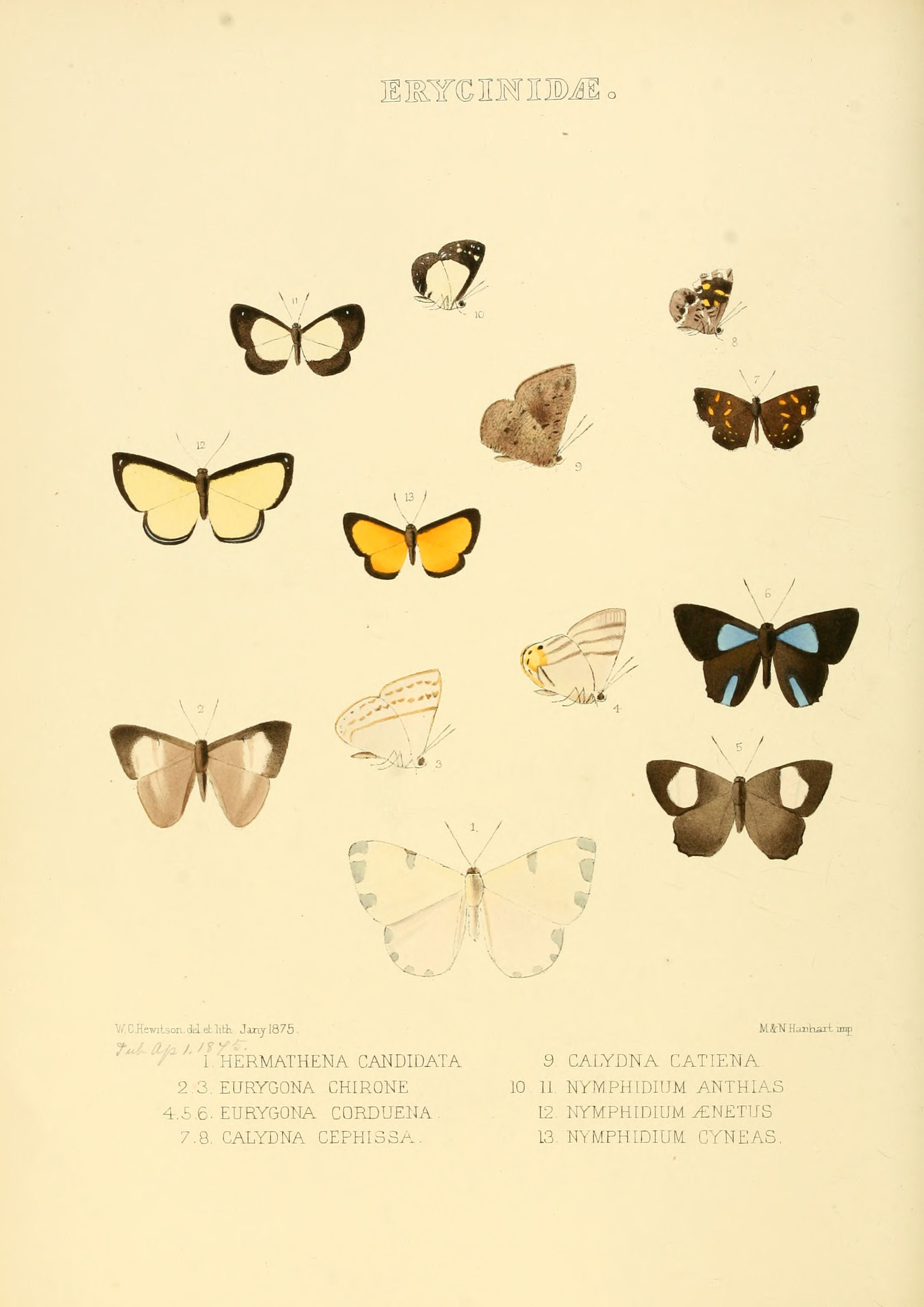